# Wilhelm von Kankelwitz

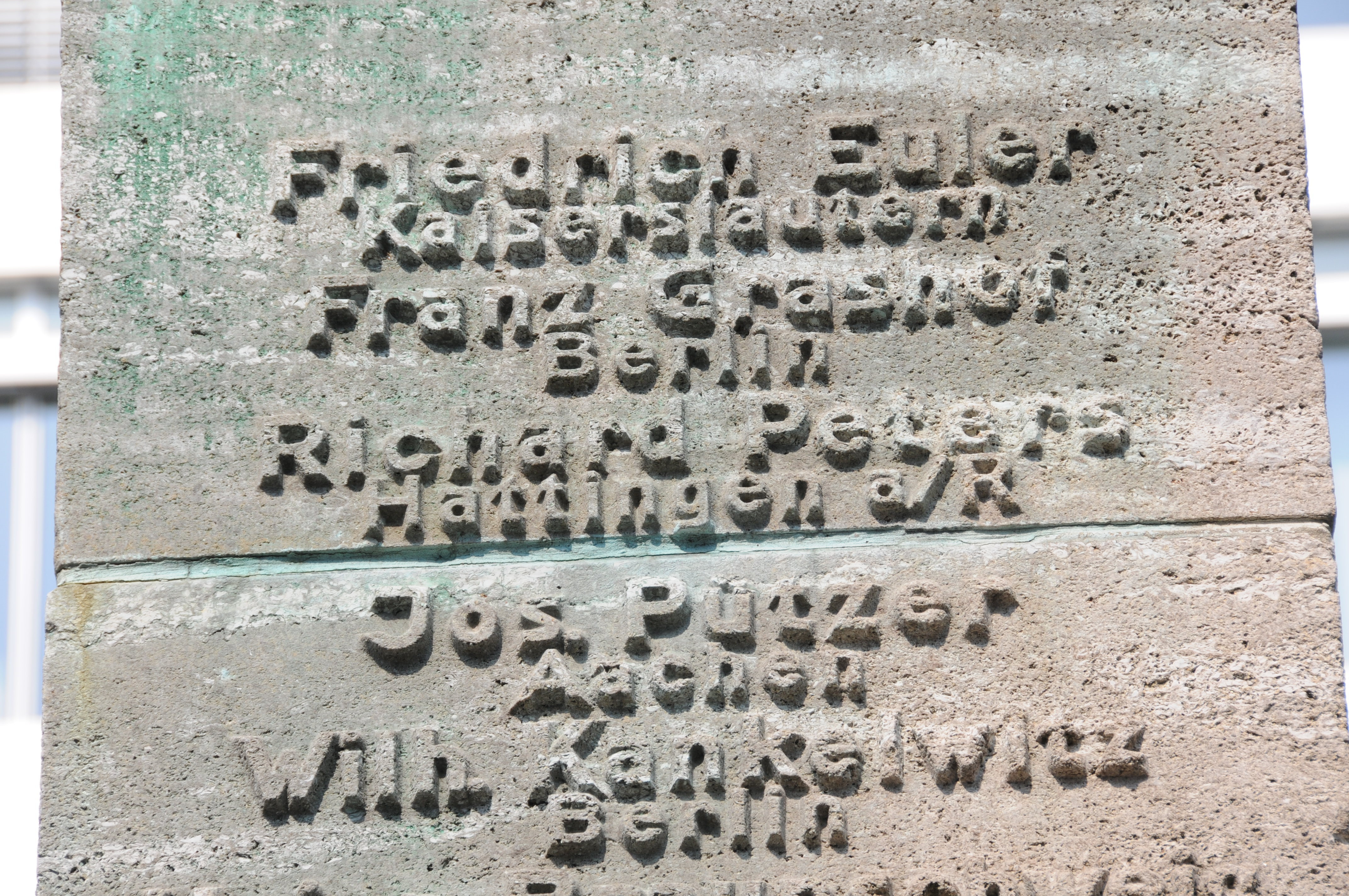
Der Name von Kankelwitz auf der Säule des Denkmals, das zum 75-jährigen Bestehen des VDI errichtet wurde

Wilhelm August Hermann Kankelwitz, ab 1879 von Kankelwitz (* 25. Januar 1831 in Neustrelitz; † 13. Februar 1892 in Niederlößnitz) war ein deutscher Ingenieur und Gründungsmitglied des Vereins Deutscher Ingenieure (VDI).

## Leben
Wilhelm Kankelwitz war der Sohn eines Privatlehrers. Nach dem Besuch einer Realschule war er in einer Schlosserwerkstatt praktisch tätig. 
Im Anschluss wurde er an der Berliner Bauakademie zum Bauführer und Wasserbaumeister ausgebildet. Seine erste Anstellung fand Kankelwitz ebenfalls in Berlin als Konstrukteur bei der Maschinenbauanstalt C. Hoppe, wo er für Mühlenanlagen zuständig war. 
Nach der Gründung des VDI 1856 gehörte er dessen erstem Vorstand an. Dem im selben Jahr gegründeten Berliner Bezirksverband des VDI stand er ab dem 30. August 1856 vor. 
1858 wechselte er als Fachlehrer an die Werkmeisterschule nach Chemnitz, wo er neben anderen technischen Fächern Mathematik und Mechanik unterrichtete und Carl Bach zu seinen Schülern gehörte. 1866 wurde er Vorsitzender des in diesem Jahr gegründeten VDI-Bezirksvereins Chemnitz. 
1868 folgte Kankelwitz einer Berufung an das Polytechnikum Stuttgart. Dort wurde er 1877 Gründungsmitglied des Württembergischen Bezirksvereins des VDI. Ebenso wie in Chemnitz betrieb Kankelwitz in Stuttgart sein eigenes Konstruktionsbüro. In diese Zeit fällt sein Einsatz für die Francis-Turbine zur Nutzung der Wasserkraft. Eine auf seinen Entwürfen beruhende weiterentwickelte Turbine wurde bei der Firma J. M. Voith in Heidenheim an der Brenz gebaut.
Kankelwitz war mit Maria Wernicke verheiratet, mit der er eine Tochter hatte.